# Eastern Professional Hockey League (1959-1963)
La Eastern Professional Hockey League è stata una lega minore professionistica di hockey su ghiaccio che ha operato principalmente in Ontario e in Québec dal 1959 al 1963.

## Storia
La NHL nel secondo dopoguerra stabilì dei legami più o meno forti con le principali leghe minori, l'American Hockey League e la Western Hockey League, tuttavia esse e le loro formazioni non erano pienamente sotto il controllo della NHL. La Eastern Professional Hockey League (EPHL) venne creata nel 1959 come prima lega controllata interamente dalla NHL sia dal punto di vista organizzativo che delle squadre partecipanti. La EPHL aiutò i vivai delle franchigie NHL tuttavia non riscosse il successo di pubblico sperato; le città scelte erano infatti troppo piccole per mantenere delle squadre professionistiche al punto che l'ultima stagione fu disputata da solo 4 squadre.
Nella sua ultima stagione la EPHL fuse il proprio calendario con quello della International Hockey League. Dopo lo scioglimento della EPHL nel 1963 la NHL decise di creare la Central Hockey League trasferendosi in città più popolati nel midwest degli Stati Uniti. Quattro delle cinque squadre inaugurali della EPHL nacquero dal trasferimento delle precedenti formazioni della EPHL.

## Squadre
- Hull-Ottawa Canadiens (1959-1963)
- Kingston Frontenacs (1959-1963)
- Montreal Royals (1959-1961)
- S.S.M. Thunderbirds (1959-1962)
- Sudbury Wolves (1959-1963)
- Trois-Rivières Lions (1959-1960)
- K.-W. Dutchmen (1960-1961)
- K.-W. Beavers (1961-1962)
- North Bay Trappers (1961-1962)
- St. Louis Braves (1962-1963)

## Albo d'oro
- 1960 -  Montreal Royals
- 1961 -  Hull-Ottawa Canadiens
- 1962 -  Hull-Ottawa Canadiens
- 1963 -  Kingston Frontenacs